# Sander Skotheim
Sander Aae Skotheim (* 31. Mai 2002 in Oslo) ist ein norwegischer Leichtathlet, der sich auf den Zehnkampf spezialisiert hat und auch im Hochsprung Erfolge feiert. 2025 wurde er in Apeldoorn mit neuem Europarekord Halleneuropameister im Siebenkampf und kurz darauf wurde er in Nanjing Hallenweltmeister.

## Sportliche Laufbahn

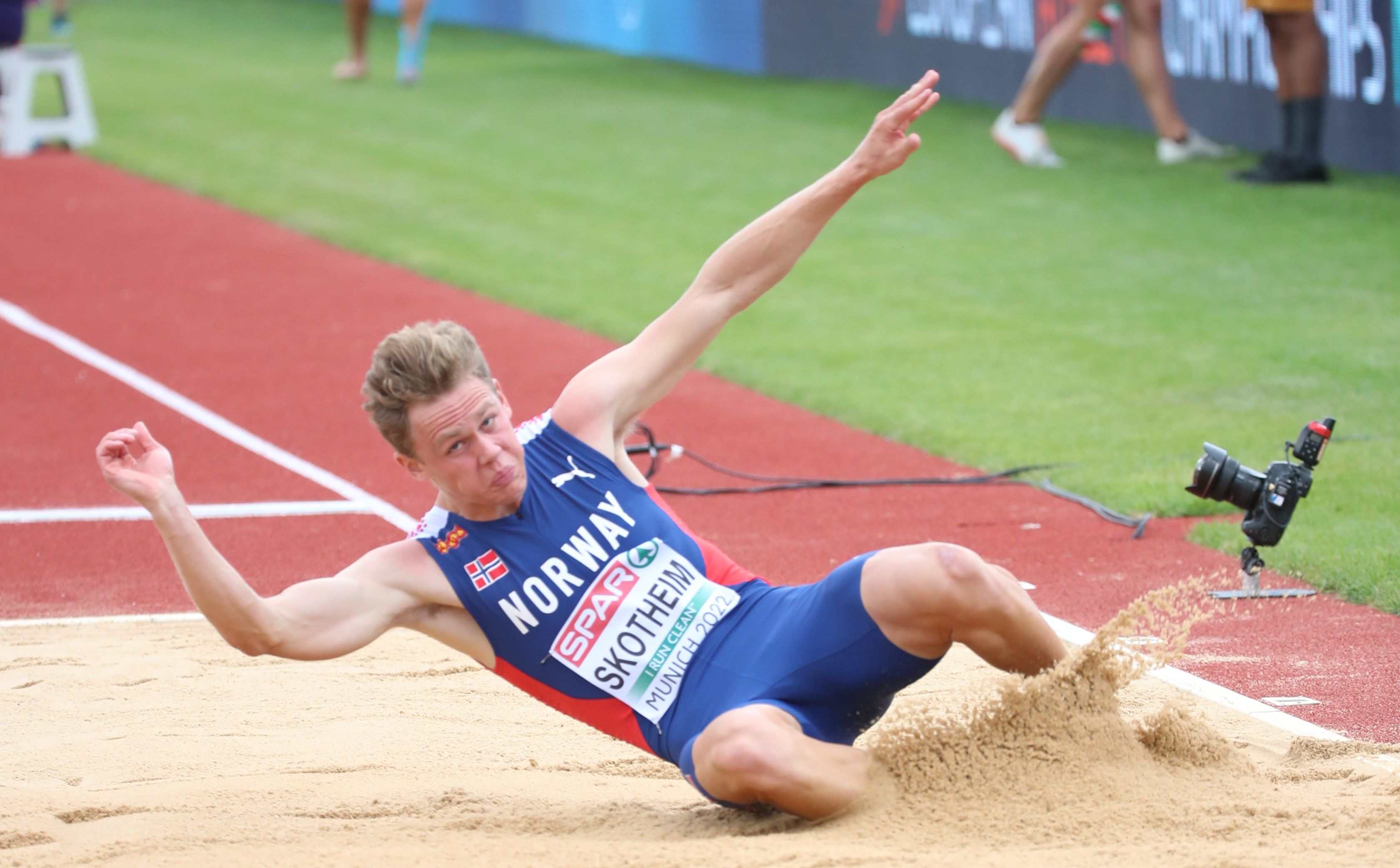
Skotheim bei den European Championships 2022 in München

Erste internationale Erfahrungen sammelte Sander Skotheim im Jahr 2018, als er bei den U18-Europameisterschaften in Győr mit 6921 Punkten den 15. Platz im Achtkampf belegte. Im Jahr darauf siegte er mit 7761 Punkten beim Europäischen Olympischen Jugendfestival (EYOF) in Baku im Zehnkampf und 2021 gewann er bei den U20-Europameisterschaften in Tallinn mit 8012 Punkten die Silbermedaille. Im Jahr darauf gelangte er bei den Weltmeisterschaften in Eugene mit 8062 Punkten auf den 15. Platz und im August gelangte er bei den Europameisterschaften in München mit 8211 Punkten den siebten Platz. 2023 gewann er bei den Halleneuropameisterschaften in Istanbul mit neuem Landesrekord von 6318 Punkten die Silbermedaille im Siebenkampf hinter dem Franzosen Kevin Mayer. Im Mai wurde er beim Mehrkampfmeeting in Götzis mit neuem Landesrekord von 8590 Punkten Dritter und anschließend startete er bei der 1. Liga der Team-Europameisterschaft im Zuge der Europaspiele in Chorzów. Über 110 Meter Hürden gelangte er dort mit 14,31 s auf den siebten Platz im B-Lauf und im Hochsprung wurde er mit 2,00 m Achter im B-Finale und im Weitsprung wurde er mit 7,67 m Siebter. Zudem wurde er mit der 4-mal-100-Meter-Staffel disqualifiziert. Im Juli gewann er bei den U23-Europameisterschaften in Espoo mit 8561 Punkten die Silbermedaille hinter seinem Landsmann Markus Rooth. Anschließend wurde er bei den Weltmeisterschaften in Budapest mit 8263 Punkten Zehnter. Im Jahr darauf gewann er bei den Hallenweltmeisterschaften in Glasgow mit neuem Landesrekord von 6407 Punkten nur sehr knapp dem Schweizer Simon Ehammer geschlagen geben und sicherte sich die Silbermedaille. Im Juni verbesserte er bei den Europameisterschaften in Rom den norwegischen Landesrekord auf 8635 Punkte und gewann damit die Silbermedaille hinter dem Esten Johannes Erm. Im August lag er bei den Olympischen Spielen in Paris lange Zeit auf Medaillenkurs, brachte im Stabhochsprung aber keinen gültigen Versuch zustande und landete daher mit 7757 Punkten auf dem 18. Platz. Trotzdem setzte er den Wettbewerb fort und konnte im abschließenden 1500-Meter-Lauf seinen Landsmann Markus Rooth bei dessen Olympiasieg unterstützen.
2025 startete er bei den Halleneuropameisterschaften in Apeldoorn und verbesserte dort den Europarekord von Kevin Mayer auf 6558 Punkte. Besonders herausragend seine Einzelresultate im Hochsprung (2,19 m) und über 1000 Meter (2:32,72 min), welche zugleich Bestleistungen innerhalb eines Siebenkampfes sind. Kurz darauf gewann er auch bei den Hallenweltmeisterschaften in Nanjing mit 6475 Punkten die Goldmedaille. Beim Götzis-Meeting Ende Mai/Anfang Juni stellte er nicht nur eine neue Jahresweltbestleistung auf, sondern erhöhte seine persönliche Bestleistung um annähernd 300 auf nun 8909 Punkte, was zugleich neuer norwegischer Landesrekord bedeutet.
In den Jahren 2019, 2020 sowie von 2022 bis 2024 wurde Skotheim norwegischer Meister im Hochsprung im Freien sowie 2022, 2023 und 2025 in der Halle. 2022 und 2023 wurde er Landesmeister im 110-Meter-Hürdenlauf und 2022 in der Sprintstaffel sowie 2024 im Weitsprung. Zudem wurde er 2022 Hallenmeister im Siebenkampf und 2025 im Weitsprung.

## Persönliche Bestleistungen
- 110 m Hürden: 13,97 s (+1,4 m/s), 6. Juli 2023 in Jessheim
  - 60 m Hürden (Halle): 7,93 s, 11. Februar 2024 in Bærum
- Hochsprung: 2,20 m, 12. Februar 2023 in Karlstad
- Weitsprung: 8,19 m, 1. Februar 2025 in Tallinn
- Dreisprung: 16,00 m, 18. Februar 2023 in Bærum
- Zehnkampf: 8909 Punkte, 1. Juni 2025 in Götzis
  - Siebenkampf (Halle): 6558 Punkte, 8. März 2025 in Apeldoorn (Europarekord)